# Mentha vagans
Mentha vagans (сіра м'ята) — вид губоцвітих рослин родини глухокропивових.

## Опис
Рослини кореневищні, багаторічні. Стебла прямостоячі, 40–80 см, густо запушені. Черешок ≈ 1 мм; листові пластинки від еліптичних до довгастих, 1–2.5 см × 5–13 мм. Віночок 3–3,5 мм. Горішки яйцеподібні, ≈ 0,6 × 0,5 мм, коричневі, рідко волохаті.

## Поширення та екологія
Китай — Синьцзян; Таджикистан; Туркменістан. Населяє береги річок.